# Michael Hamlin
Michael Hamlin (* 21. November 1985 in Lamar, South Carolina) ist ein ehemaliger US-amerikanischer American-Football-Spieler. Er spielte als Safety in der National Football League (NFL) unter anderem bei den Dallas Cowboys.

## Jugend und Familie
Michael Hamlin spielte bereits als Safety in der Footballmannschaft seiner High School in Lamar. Er spielte nebenbei noch Basketball und Baseball. Mit seiner Basketballmannschaft gewann er die Staatsmeisterschaft. Hamlin hat zwei Brüder, die für die South Carolina State University College Football spielten.

## Spielerlaufbahn

### Collegekarriere
Von 2004 bis 2008 studierte Michael Hamlin an der Clemson University. Bei der dortigen Footballmannschaft, den Clemson Tigers, spielte er in den Jahren 2005 bis 2007. In allen drei Jahren konnte er mit seiner Mannschaft in Bowl Games einziehen. Eines der Spiele konnte sein College gewinnen. Hamlin machte einen Wirtschaftsabschluss.

### Profilaufbahn
Im Jahr 2009 wurde er von den Dallas Cowboys in der fünften Runde an 166. Stelle des NFL Draft ausgewählt. Neben seiner Laufbahn als Profispieler bildete er sich derzeit zum Soziologen weiter. In seinem Rookiejahr als Footballspieler konnte er mit seiner Mannschaft in die Play-offs einziehen. Die Cowboys scheiterten danach im Divisional-Play-off-Spiel mit 3:34 an den Minnesota Vikings. Nach einer kurzen Spielzeit bei den Jacksonville Jaguars und den Washington Redskins beendete er im Jahr 2011 seine Laufbahn.